# Star Trek IV - Rejsen tilbage til Jorden
Star Trek IV - Rejsen tilbage til Jorden er en amerikansk science fiction-film fra 1986, instrueret af Leonard Nimoy. 

## Medvirkende
- William Shatner som James T. Kirk
- Leonard Nimoy som Spock
- DeForest Kelley som Dr. Leonard McCoy
- James Doohan som Montgomery "Scotty" Scott
- George Takei som Hikaru Sulu
- Walter Koenig som Pavel Chekov
- Nichelle Nichols som Nyota Uhura
- Majel Barrett som Christine Chapel
- Grace Lee Whitney som Janice Rand
- Mark Lenard som Ambassadør Sarek
- Jane Wyatt som Amanda Grayson
- Catherine Hicks som Dr. Gillian Taylor
- John Schuck som Klingon Ambassadør
- Robert Ellenstein som Føderationens præsident
- Brock Peters som Admiral Cartwright
- Robin Curtis som Lieutenant Saavik
- Madge Sinclair som Kaptajn på Saratoga (ukrediteret)